# جورج إسحق (كاتب كولمبي)
جورج إسحاق (بالإسبانية: Jorge Isaacs)‏ وُلد يوم 1 أبريل 1837 بكالي وتوفّي يوم 17 أبريل 1895 بإباغيه. هو كاتب وشاعر كولمبي عُرف بروايته ماريا. كان جنديّا، ثمّ سياسيّا، ثمّ أصبح باحثا علميّا. ويعتبر من أكثر الكتّاب تأثيرا في القرن 19 في أمريكا اللاتينية.
في أحد النّزاعات مع حزب المحافظين الكولومبي، تعرّف على الكاتب جريجوريو جوتيريز غونزاليز، وبدأ كتابة الشّعر. بعد ذلك، عرض كتاباته على نادي «الموزايكو» الذي نشر له 30 من كتاباته. في عام 1864، بدأ يكتب روايته الشّهيرة ماريا، التي نشرت بعد ثلاث سنوات وأصبحت واحدة من أبرز الأعمال الرومنسية للأدب الإسباني.
بالإضافة إلى نشاطه الأدبي، شارك خورخيو إساكس في السياسة، وكان أول ممثل له في مجلس النواب لبضع سنوات قبل تولي منصب القنصل في التشيلي بين 1871 و1872، في حين كان عضوا في الجناح الراديكالي للحزب الليبرالي، وقال أنّه وضع استراتيجيات لتطوير التعليم.

## روابط خارجية
- جورج إسحق على موقع الموسوعة البريطانية (الإنجليزية)